# Marino Ghetaldi
Marino Ghetaldi (croat: Marin Getaldić)  (Dubrovnik, 2 d'octubre de 1568 - Dubrovnik, 11 d'abril de 1626), en llatí (tal com signava les seves obres) Marinus Ghetaldus, va ser un matemàtic i físic croat del segle xvii.

## Vida
Ghetaldi va néixer a Ragusa (actual Dubrovnik) en una família patrícia de la ciutat que formaven part del govern d'una República molt menys poderosa que els seus veïns: la República de Venècia i l'Imperi Otomà, amb els quals anava establint pactes de forma alternativa per mantenir una certa neutralitat i estabilitat. Després de concloure els seus estudis a la ciutat va exercir diferents càrrecs públics de la República a partir de 1590.
El 1595 va abandonar la ciutat per a fer un llarg viatge per Itàlia, França, Anglaterra i altres països europeus, acompanyat dels seu amic Marin Gucetic. A Roma va estudiar amb Christopher Clavius, a Anvers amb Michel Coignet, a París va establir amistat amb François Viète del qui va rebre una forta influència.
El 1603, després de més de set anys viatjant i estudiant, va retornar a la seva ciutat, de la que ja no en sortiria més que en contades ocasions per a exercir funcions diplomàtiques per compte de la República de Ragusa.

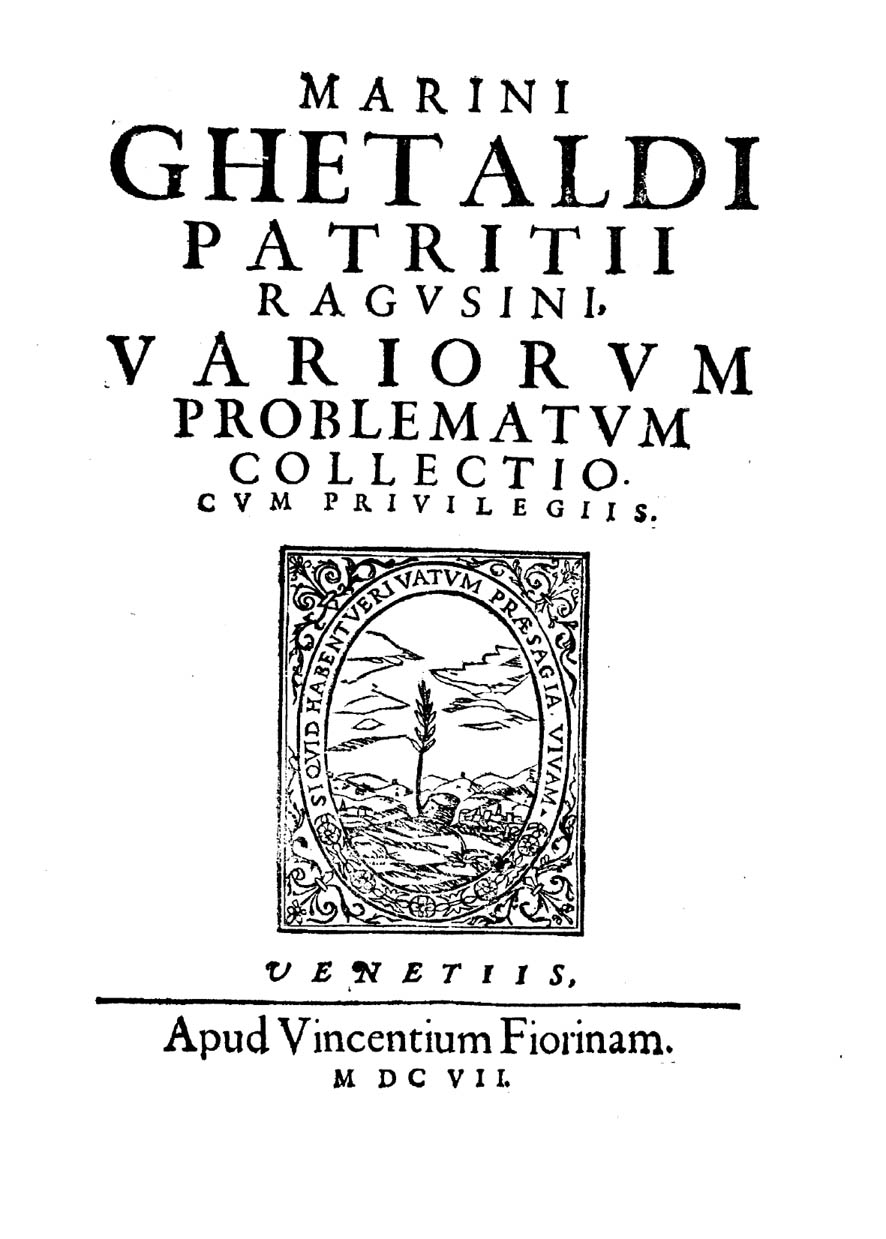
Variorum problematum collectio, 1607

## Obra
Tot i haver estat oblidat durant molt de temps, la importància de l'obra de Ghetaldi rau en el fet que es pot considerar un antecedent directe de la geometria analítica de Descartes i Fermat, ja que va fer un estudi sistemàtic de les solucions algebraiques de determinats problemes geomètrics i, inversament, va proporcionar demostracions geomètriques de regles algebraiques.
Totes les seves obres publicades versen sobre aquests temes, prenent com a punt de partida les obres d'Arquimedes i d'Apol·loni:
- 1603 (Roma): Nonnullae propositiones de parabola, dedicat a Clavius i en el que estudia les propietats geomètrico-algebraiques de la paràbola, sobretot en referència als miralls ustòrics[5]
- 1607 (Venècia): Apollonius redivivus seu restituta Apollonii Pergaei inclinationum geometria, dedicat al Cardenal Olivario.
- 1607 (Venècia): Supplementum Apollonii Galli, suplement del Apollonius Gallus de François Viète, en el qual comenta, amplia i corregeix el text del seu mestre.[6]
- 1613 (Venècia): Variorum problematum collectio, una col·lecció de 42 problemes matemàtics resolts geomètrica i algebraicament de forma alternativa.
- 1613 (Venècia): Apollonius redivivus seu restituta Apollonii Pergaei inclinationum geometria liber secundus, continuació del llibre de 1607 del mateix títol.
- 1630 pòstum (Roma): De resolutione et compositione mathematica, publicat per les seves filles i on es troben les primícies sobre geometria analítica que, potser van influenciar Descartes, ja que se sap que el va llegir.

Ghetaldi també es va ocupar de problemes físics, però l'únic treball seu que es va publicar va ser Archimedus seu de variis corporum generibus gravitate & magnitudine comparatis (Roma, 1603) on fa un càlcul detallat i ben acurat de les densitats de diferents minerals. Però els treballs físics més importants de Ghetaldi, tot i que no publicats, van ser sobre la reflexió de la llum. A la seva propietat de Dubrovnik encara es conserva una gruta (anomenada popularment, gruta del bruixot) en la que feia els seus experiments òptics.
El 1968, coincidint amb el 400 aniversari del seu naixement, l'institut d'Història de les Ciències de Zagreb va publicar una edició completa de les seves obres publicades, dirigida pel matemàtic croat Zarko Dadic.